# Zimmermühle (Helmbrechts)
Zimmermühle (auch Götzmühle genannt) ist ein Gemeindeteil der Stadt Helmbrechts im Landkreis Hof (Oberfranken, Bayern). Zimmermühle liegt in der Gemarkung Helmbrechts.

## Geografie
Die Einöde liegt 2,5 Kilometer südöstlich des historischen Ortskernes von Helmbrechts im Tal der Selbitz. Naturräumlich befindet sie sich auf der Münchberger Hochfläche. Eine Gemeindeverbindungsstraße führt nach Helmbrechts zur Staatsstraße 2194 (1 km westlich) bzw. nach Meierhof (1,1 km südöstlich).
Die Bayerische Uraufnahme zeigt die Zimmermühle in den 1810er Jahren als eine Einöde mit einem etwa 2300 m² großen Mühlteich südöstlich der damals noch frei mäandernden Selbitz.

## Geschichte
Die Mühle tauchte urkundlich erstmals im Reichssteuerregister von 1497 auf.
Zimmermühle gehörte zur Realgemeinde Meierhof. Gegen Ende des 18. Jahrhunderts bestand Zimmermühle aus einem Anwesen. Die Hochgerichtsbarkeit stand dem bayreuthischen Stadtrichteramt Münchberg zu. Das Kastenamt Münchberg war Grundherr der Mühlanlage.
Von 1797 bis 1810 unterstand Zimmermühle dem Justiz- und Kammeramt Münchberg. Infolge des Ersten Gemeindeedikts wurde Zimmermühle dem 1812 gebildeten Steuerdistrikt Meierhof und der zugleich entstandenen Ruralgemeinde Meierhof zugewiesen. Im Zuge der Gebietsreform in Bayern wurde Zimmermühle am 1. Mai 1978 nach Helmbrechts eingemeindet.

### Baudenkmäler
- Dreijochige Brücke aus Gneissteinen über die Selbitz, 1734 erbaut.[9]

### Einwohnerentwicklung
| Jahr      | 1812  | 1819   | 1861   | 1871   | 1885   | 1900   | 1925   | 1950   | 1961   | 1970   | 1987   |
| Einwohner | *     | *      | 15     | 15     | 10     | 10     | 5      | 7      | 6      | 4      | †      |
| Häuser    | *     |        |        |        | 2      | 2      | 1      | 1      | 1      |        | †      |
| Quelle    | [ 6 ] | [ 11 ] | [ 12 ] | [ 13 ] | [ 14 ] | [ 15 ] | [ 16 ] | [ 17 ] | [ 18 ] | [ 19 ] | [ 20 ] |

## Religion
Zimmermühle ist nach St. Peter und Paul (Münchberg) gepfarrt und seit der Reformation evangelisch-lutherisch geprägt.